# Stazione di Putignano
Stazione di Putignano vasútállomás Olaszországban, Putignano településen.

## Vasútvonalak
Az állomást az alábbi vasútvonalak is érintik:
- Bari–Martina Franca–Taranto-vasútvonal
- Bari–Casamassima–Putignano-vasútvonal

## Kapcsolódó állomások
A vasútállomáshoz az alábbi állomások vannak a legközelebb:
- Grotte di Castellana railway station (Stazione di Bari Centrale, Bari–Martina Franca–Taranto-vasútvonal)
- Stazione di Turi (Stazione di Bari Centrale, Bari–Casamassima–Putignano-vasútvonal)
- Putignano in Monte Laureto railway station (Stazione di Taranto, Bari–Martina Franca–Taranto-vasútvonal)